# Duc de Zhou
El Duc de Zhou (xinès tradicional: 周公旦, xinès simplificat: 周公旦, pinyin: Zhōu Gōngdàn; Wade-Giles: Chou Kungdan) va tenir un paper molt important consolidant la recent fundada Dinastia Zhou. Va ser el germà del Rei Wu de Zhou, el primer rei de la Dinastia Zhou de l'antiga Xina. Perquè el seu feu hi va estar al voltant de la capital de Zhou Chengzhou (més tard Luoyang), el Duc de Zhou era també conegut com a Zhou Gong (周公), Zhou Gong Dan (周公旦), Shu Dan (叔旦) o Zhou Dan (周旦).
Només tres anys després de derrotar a la Dinastia Shang, el Rei Wu va faltar, i la reialesa —seguint el còstum Zhou— va passar al seu fill, el Rei Cheng de Zhou.